# 良観寺
良観寺（りょうかんじ）は、東京都葛飾区にある真言宗豊山派の寺院。新四国四箇領八十八箇所霊場第29番札所。

## 歴史
創建年代は不明である。ただ、1655年（明暦元年）の棟札に「両観寺」とあるので、少なくとも江戸時代初期には既に存在していたものと推測される。元は念仏堂だったといわれており、「永正6年（1509年）」の銘が入った板碑があることから、念仏堂も室町時代後期には存在していたものと推測できる。
当寺の本尊は観音菩薩であるが、江戸時代より「尻手の観音」と呼ばれ、毎年4月18日の縁日には多くの参詣客で賑わったという。

## 交通アクセス
- 柴又駅より徒歩6分（経路案内）。